# 田树槐
田树槐（1965年9月—），辽宁建昌人，汉族，中国共产党党员。辽宁省本溪市市长、中华人民共和国政治人物、第十三届全国人民代表大会辽宁地区代表。

## 生平
2018年2月24日，当选为第十三届全国人大代表。